# Slag bij Elizabeth City
De Slag bij Elizabeth City vond plaats op 10 februari 1862 op de Pasquotank-rivier nabij Elizabeth City tijdens de Amerikaanse Burgeroorlog. De strijd werd geleverd door schepen van de Noordelijke marine en schepen van de Zuidelijke Mosquito Fleet ondersteund door kanonnen van Cobb's Point. Deze kanonnen stonden net ten zuidoosten van de stad opgesteld. Deze slag maakt deel uit van de zogenaamde Burnsides veldtocht in North Carolina. De stad werd veroverd door de Noordelijken. De Zuidelijke vloot werd deels overmeesterd, deels tot zinken gebracht.

## Geografische achtergrond
Elizabeth City is gelegen bij de monding van de rivier Pasquotank en de Albemarle Sound. Ten noorden van de stad ligt de Dismal Swamp Canal. Ten oosten stroomt het zuidelijke deel van de Albemarle en Chesapeake Canal. Het merendeel van het voedsel en voorraden werd via deze kanalen vanuit North Carolina naar Virginia gebracht. Dit waren de levensaders van Norfolk, Virginia. Zo lang deze inhammen in Zuidelijke handen bleven, kon Norfolk gemakkelijk bevoorraad worden, zelfs met de zeeblokkade van de Noordelijken.
In februari 1862 veranderde deze situatie. Op 7 februari en 8 februari werd Roanoke Island veroverd door een amfibische aanval onder leiding van brigadegeneraal Ambrose E. Burnside en vlagofficier Louis M. Goldsborough. Daardoor werden de Zuidelijke batterijen op het eiland tot zwijgen gebracht. De enige verdediging in de regio was de Mosquito Fleet.

## De Zuidelijke verdediging: de Mosquito Fleet
De eerste schoten tijdens de Burnside Expeditie werden gelost op 7 februari 1862 in de Slag om Roanoke Island. Tijdens de eerste dag bombardeerden de Noordelijken vier forten en acht schepen van de Zuidelijken.
De Noordelijke schepen stonden onder bevel van vlagofficier Louis M. Goldsborough. De Zuidelijke schepen maakten deel uit van de Mosquito Fleet onder leiding van vlagofficier William F. Lynch. Deze schepen moesten de Albemarle Sound en nabijgelegen wateren verdedigen. De CSS Appomattox en de CSS Black Warrior waren niet aanwezig tijdens deze confrontatie.
Het duel tussen het geschut duurde van de middag tot zonsondergang. Het enige schip dat verloren ging was de CSS Curlew die aan de grond liep. Het schip werd in brand gestoken om het niet in vijandelijke handen te laten vallen. De rest van de Mosquito Fleet had maar lichte schade opgelopen. Tegen zonsondergang vertrok de Mosquito Fleet, omdat ze geen munitie meer hadden.
Vlagofficier Lynch stuurde zijn schepen naar Elizabeth City om nieuwe voorraad in te slaan. Daar vonden ze geen munitie waarop Lynch Thomas T. Hunter (voormalige kapitein van de CSS Curlew) naar Norfolk stuurde om daar dan maar voorraden te halen. Hij stuurde kort nadien ook de CSS Raleigh naar Norfolk met hetzelfde doel. Hunter keerde terug met munitie genoeg voor twee schepen. Lynch verdeelde de munitie onder alle operationele schepen. De Raleigh keerde niet op tijd terug om een rol te spelen in de strijd.
Voor de start van de slag had Lynch dus zes schepen met genoeg munitie zodat ieder schip tien keer kon vuren.

### Mosquito Fleet bij Elizabeth City
- Sea Bird (vlaggenschip)
- Beaufort
- Fanny
- Appomattox
- Ellis
- Black Warrior (schoener)

## Het offensief van de Noordelijke vloot
De overgave van Roanoke Island op 8 februari hield in, dat alle forten in Noordelijke handen overgingen. Deze geschutsemplacementen hinderden de Noordelijke schepen niet meer. Vlagofficier Goldsborough gaf het bevel om de Mosquito Fleet op te zoeken en te vernietigen. Hoewel geen van zijn schepen ernstige schade opliep, waren er toch enkele genoeg beschadigd, zodat hij ze niet opnam in zijn slagorde. Er bleven dus nog 14 schepen over met een totaal van 37 kanonnen. Goldsborough gaf het bevel van de schepen aan commandant Stephen C. Rowan.
Als kapitein Lynch geweten had dat de Noordelijke vloot ook aan munitietekort leed, had hij misschien zijn tactiek aangepast. Rowan gaf zijn manschappen orders om zuinig met de munitie om te gaan. Ze moesten zo veel mogelijk de vijandelijke schepen enteren.
Op 9 februari voeren de Noordelijke schepen naar Elizabeth City. Het was donker toen ze daar arriveerden, dus gooiden ze het anker uit voor de rest van de nacht.

### De Federal fleet bij Elizabeth City
- Louisiana
- Hetzel
- Underwriter
- Delaware (vlaggenschip)
- Commodore Perry
- Valley City
- Morse
- Isaac N. Seymour
- Whitehead
- John L. Lockwood
- Ceres
- Shawsheen
- Henry Bricker

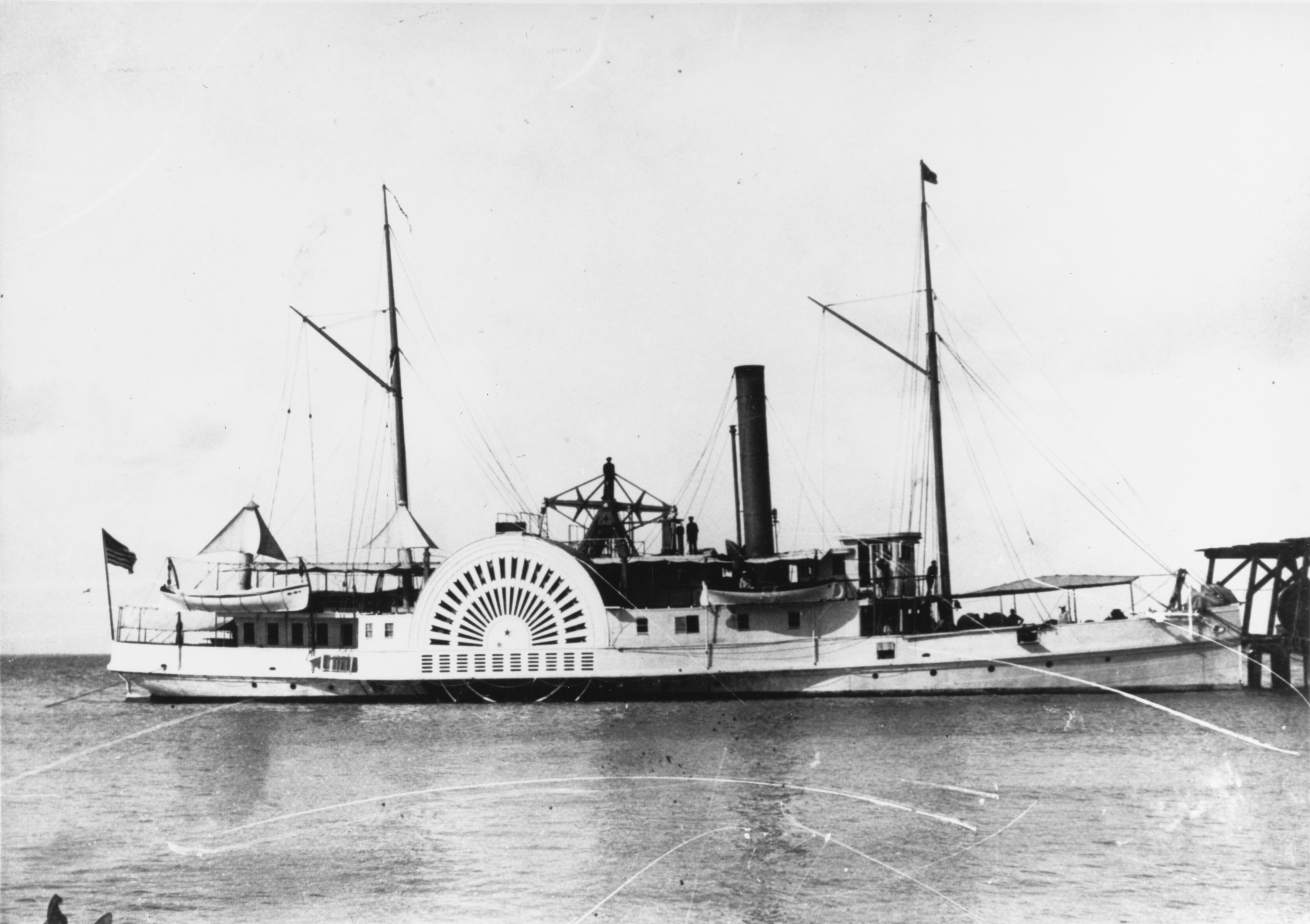
Vlaggenschip USS Delaware

- General Putnam (nam niet deel aan de slag door technische problemen)

## De slag

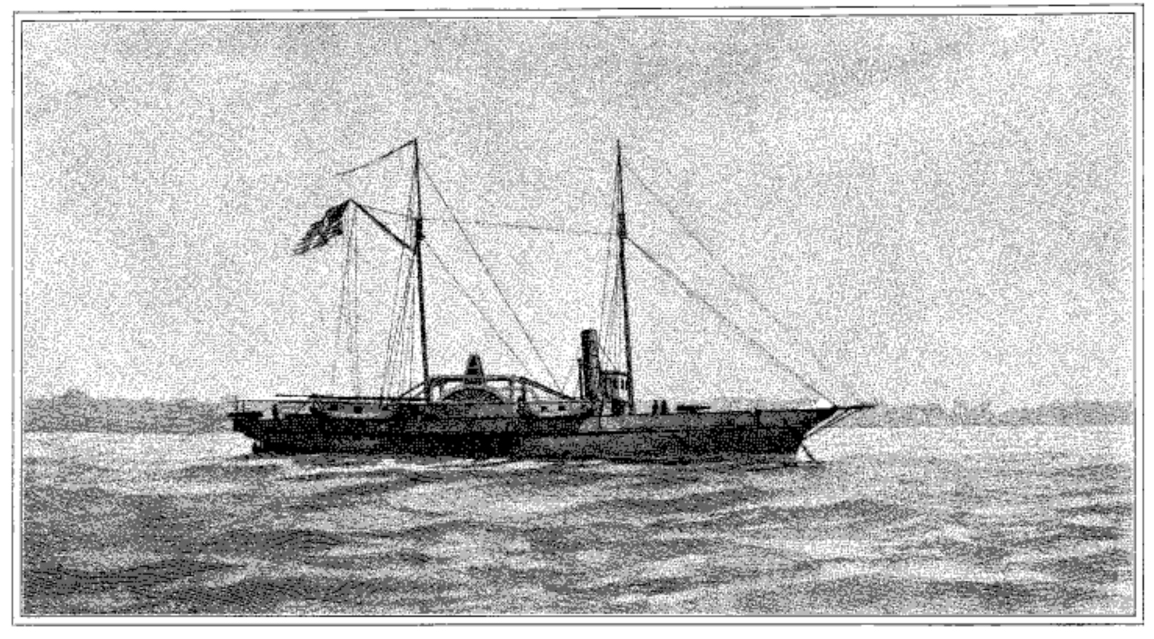
USS Hetzel

Terwijl de Noordelijke schepen voor anker lagen, kreeg Lynch de nodige tijd om zijn eigen slaglinie voor te bereiden. Hij besliste om Cobb's Point (met een batterij van vier kanonnen) als positie uit te kiezen voor de komende slag. De schoener CSS Black Warrior werd aan de overkant van Cobb's Point gestationeerd. De ander vijf schepen vormden een linie dwars over de rivier stroomopwaarts. Lynch ging ervan uit, dat de Noordelijken eerst het fort zouden aanvallen voor ze zich met de schepen zouden bezighouden. Zijn laatste bevel voor de slag was dat de schepen niet in vijandelijke handen mochten vallen. Ofwel dienden ze te ontsnappen ofwel moesten ze hun schepen vernietigen.
Bij het ochtendgloren van 10 februari bezocht Lynch Cobb's Point, om van daaruit de slag te coördineren. Tot zijn verbazing trof hij in het fort maar zeven militiesoldaten en één burger aan. Omdat dit fort het centraal element in zijn strategie vormde, moest de bemanning van de CSS Beaufort aan land komen en de kanonnen bemannen. Hij liet net genoeg soldaten op het schip, zodat het het kanaal zou kunnen opvaren. Zelfs met de extra soldaten werden maar drie van de vier kanonnen bemand. Toen de eerste schoten gelost werden, deserteerden de militiesoldaten onmiddellijk waardoor er maar twee kanonnen operationeel waren.
De rol van de batterij in de strijd zou miniem blijken te zijn. De Noordelijke vloot had weinig munitie en hun missie was, de Zuidelijk vloot te vernietigen. Ze voeren gewoon langs de batterij zonder ze aan te vallen. De batterij vuurde enkele schoten af zonder enige schade aan te brengen. Het bereik was beperkt zodat het na enkele schoten het vuren moest staken. Ze konden alleen maar machteloos toekijken hoe de Mosquito Fleet vernietigd werd.
Het eerste Zuidelijk schip dat verloren ging, was de schoener Black Warrior. Het schip kreeg de volle laag van de passerende Noordelijke schepen. De bemanning moest het schip verlaten en tot zinken brengen. Ook de Fanny was al vlug ten onder gegaan. Een eenheid van de USS Ceres enterde de CSS Ellis. Na een man-tegen-mangevecht moest het schip zich gewonnen geven. De CSS Sea Bird probeerde te ontsnappen maar werd snel ingehaald door de USS Commodore Perry en tot zinken gebracht. De CSS Beaufort en de CSS Appomattox slaagden erin, om te ontsnappen naar het Dismal Swamp Canal. De Appomattox bleek echter 5 cm te breed om door het kanaal te geraken. Ook dit schip werd verlaten en vernietigd .
Er vielen weinig slachtoffers. De Noordelijke troepen telden twee doden en zeven gewonden. De Zuidelijken betreurden vier doden, zes gewonden en 34 gevangenen.

## Gevolgen
Toen de Zuidelijken hoorden dat de vloot vernietigd was en dat Cobb's Point ingenomen was, staken ze Elizabeth City in brand. Er waren ongeveer twee woningblokken verteerd door het vuur toen de matrozen van de Noordelijke vloot arriveerden en het vuur blusten.
De Albemarle en Chesapeakekanalen werden nu volledig geblokkeerd voor Zuidelijk verkeer.
Op 12 februari werd Edenton zonder een schot te lossen ingenomen door vier kanonneerboten van Cowan. Een schoener werd vernietigd. Twee andere schoeners en acht kanonnen vielen in Noordelijke handen. De Zuidelijke aanwezigheid in Albemarle Sound was van de kaart geveegd. Hoewel Norfolk niet aangevallen werd, werd het door deze actie afgesneden van de buitenwereld. In mei werd de stad volledig verlaten.